# 吴世琮
吴世琮（？—1679年），吴应麒之子，平西王吴三桂从孙。

## 生平
三藩之乱期间，吴世琮被任命为大将军长期经略广西，一开始即成功策反广西将军孙延龄、提督马雄。后来，孙延龄与马雄产生嫌隙，进而又对吴三桂不满，经过清廷内间傅弘烈的劝说后有意降清。吴三桂侦知此一情况，派吴世琮至桂林将孙延龄诱杀，并将不愿投降吴军的广西巡抚马雄镇滅族。此后，吴世琮独占广西，期间与傅弘烈等广西清军交战多次，互有胜败。
1679年，吴世琮率水陆大军进逼梧州，被清将莽依图、傅弘烈与投靠清廷的尚之信三路夹击所击败。世琮改道围攻南宁，围攻数月、城池将陷之际，莽依图率援军解围。莽依图以先锋额楚在前为诱饵，他与舒恕埋伏精兵于山后，截吴军归路。吴世琮中计，吴军大败，世琮负伤逃走，不久伤重而死，一说兵败自杀。

### 引用
1. ↑  佚名 & 不详，第1頁
2. 1 2  李治亭 2005，第251頁
3. ↑  李治亭 2005，第254頁
4. ↑  李治亭 2005，第309-310頁
5. ↑  魏源 1984，第79頁
6. ↑   參: